# Perina combinata
Perina combinata är en fjärilsart som beskrevs av Walker 1865. Perina combinata ingår i släktet Perina och familjen tofsspinnare. Inga underarter finns listade i Catalogue of Life.